# Martha (Oper, 1978)
Martha ist eine 1978 im Auftrag von Zweiten Deutschen Fernsehens entstandene Fernsehaufnahme der 1847 uraufgeführten gleichnamigen Oper von Friedrich von Flotow mit dem Sinfonieorchester und dem Chor des Norddeutschen Rundfunks unter der Regie von Arno Assmann mit Lucy Peacock in der Titelrolle. Der Film folgt weitestgehend und mit nur geringen Kürzungen (im wesentlichen Lied der Nancy und Chor und anschließendes Duett Nancy/Plumkett zu Beginn des 3. Aktes) der musikalischen Vorgabe. Das Szenenbild der Verfilmung entwarf Jan Schlubach.

## Handlung
Die Geschichte spielt in den frühen Jahren des 18. Jahrhunderts in der englischen Stadt Richmond. Die Ouvertüre wird von dem Pantomimenspiel Samy Molchos begleitet, das ohne Zäsur in die Handlung der Oper überleitet. Im Boudoir ihres Landsitzes langweilt sich Lady Harriet, Hofdame der Königin Anna, und wird von ihrer Vertrauten Nancy aufgefordert, sich zum Zeitvertreib zu verlieben. Der Gesang der zum jährlich stattfindenden Dienstbotenmarkt von Richmond ziehenden jungen Mägde weckt in beiden den Wunsch, sich ihnen als Martha und Julia verkleidet anzuschließen, wobei sie Harriets Vetter, Lord Tristan, gegen seinen entschiedenen Widerstand als Bauer verkleidet, begleiten soll. Hier werden sie von den beiden Gutspächtern Lyonel und Plumkett engagiert, ohne sich gegen den Schiedsspruch des Richters wehren zu können. Im Pachthof angekommen, verweigern sie sich der Arbeit und entfliehen schließlich mithilfe Lord Tristans.
In einer Waldschenke versucht Wochen später Plumkett vergeblich Lyonell aufzumuntern, der in Gedanken an „Martha“ versunken ist. In einer Jagdgesellschaft erkennt er Lady Harriet wieder und sucht sie als seine entlaufene Magd zurückzufordern, um aber als vermeintlich Geistesgestörter verhaftet und abgeführt zu werden. Ein der Königin übermittelter Ring weist Lyonel als Sohn des unschuldig verbannten Earl of Derby aus, so dass nach Überwindung der Standesunterschiede nun Lady Harriet um ihn wirbt, aber auf seine entschiedene Ablehnung trifft. Erst die theatermäßige Wiederholung des Dienstbotenmarkts von Richmond führt die beiden Paare Lyonel und Harriet sowie Plumkett und Nancy wieder zusammen.